# Chacrise
Chacrise ist eine französische Gemeinde mit 367 Einwohnern (Stand: 1. Januar 2022) im Département Aisne in der Region Hauts-de-France. Sie gehört zum Arrondissement Soissons und zum Kanton Villers-Cotterêts. Die Einwohner werden Chacrisois genannt.

## Geographie
Die Gemeinde Chacrise liegt am Fluss Crise, etwa zehn Kilometer südsüdöstlich von Soissons. Nachbargemeinden von Chacrise sind Rozières-sur-Crise und Ambrief im Norden, Acy und Serches im Nordosten, Nampteuil-sous-Muret im Osten, Muret-et-Crouttes im Südosten, Droizy im Süden, Hartennes-et-Taux im Südwesten und Westen sowie Buzancy im Westen und Nordwesten.

## Bevölkerungsentwicklung
| Jahr                       | 1962 | 1968 | 1975 | 1982 | 1990 | 1999 | 2006 | 2019 |
| Einwohner                  | 347  | 288  | 240  | 296  | 320  | 339  | 309  | 365  |
| Quellen: Cassini und INSEE |      |      |      |      |      |      |      |      |

## Sehenswürdigkeiten
- Kirche Saint-Jean-Baptiste aus dem 12. Jahrhundert, Monument historique seit 1922
- ehemaliges Schloss Villeblain mit Turm (Monument historique seit 1928)

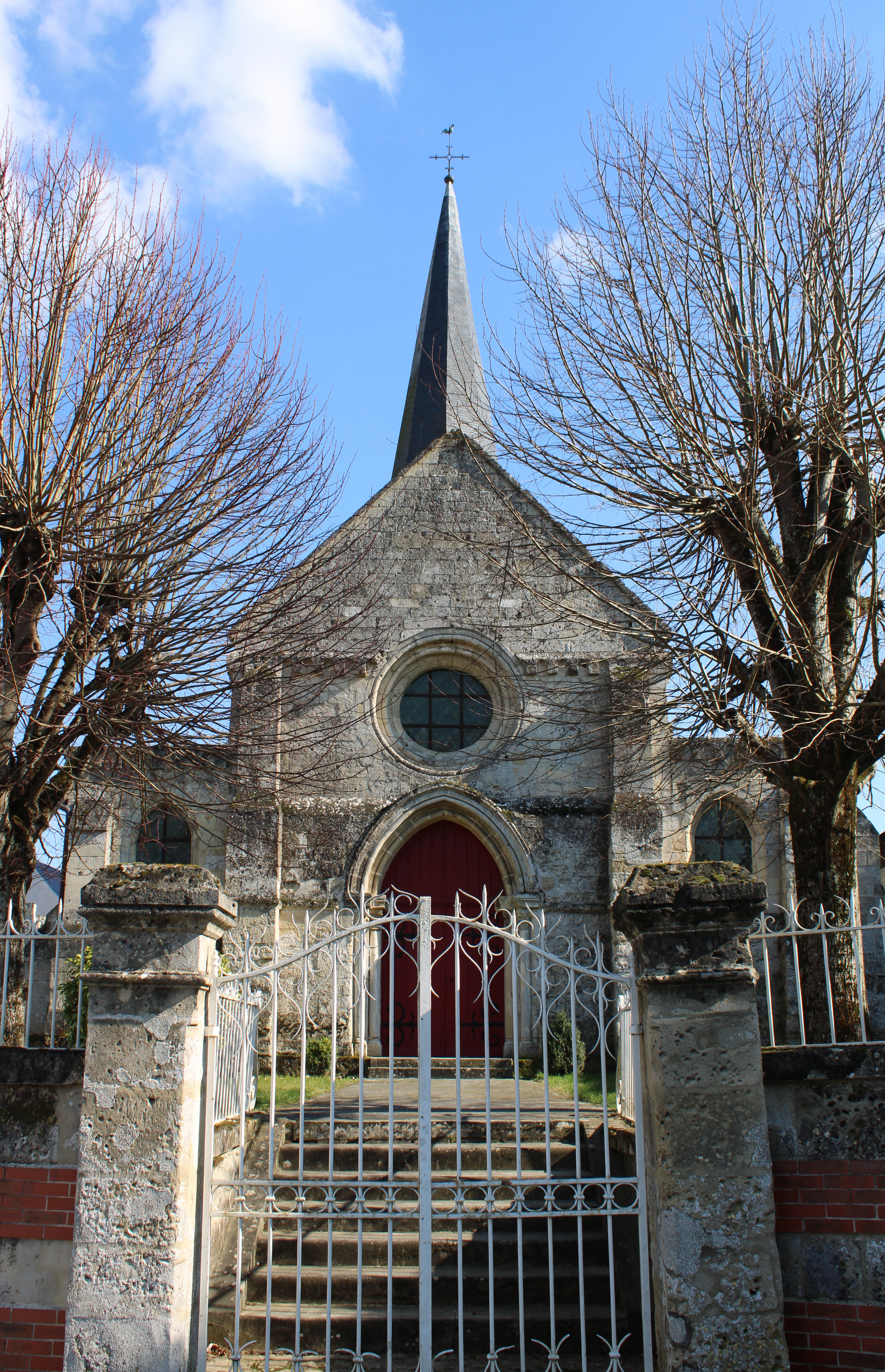
Kirche Saint-Jean-Baptiste
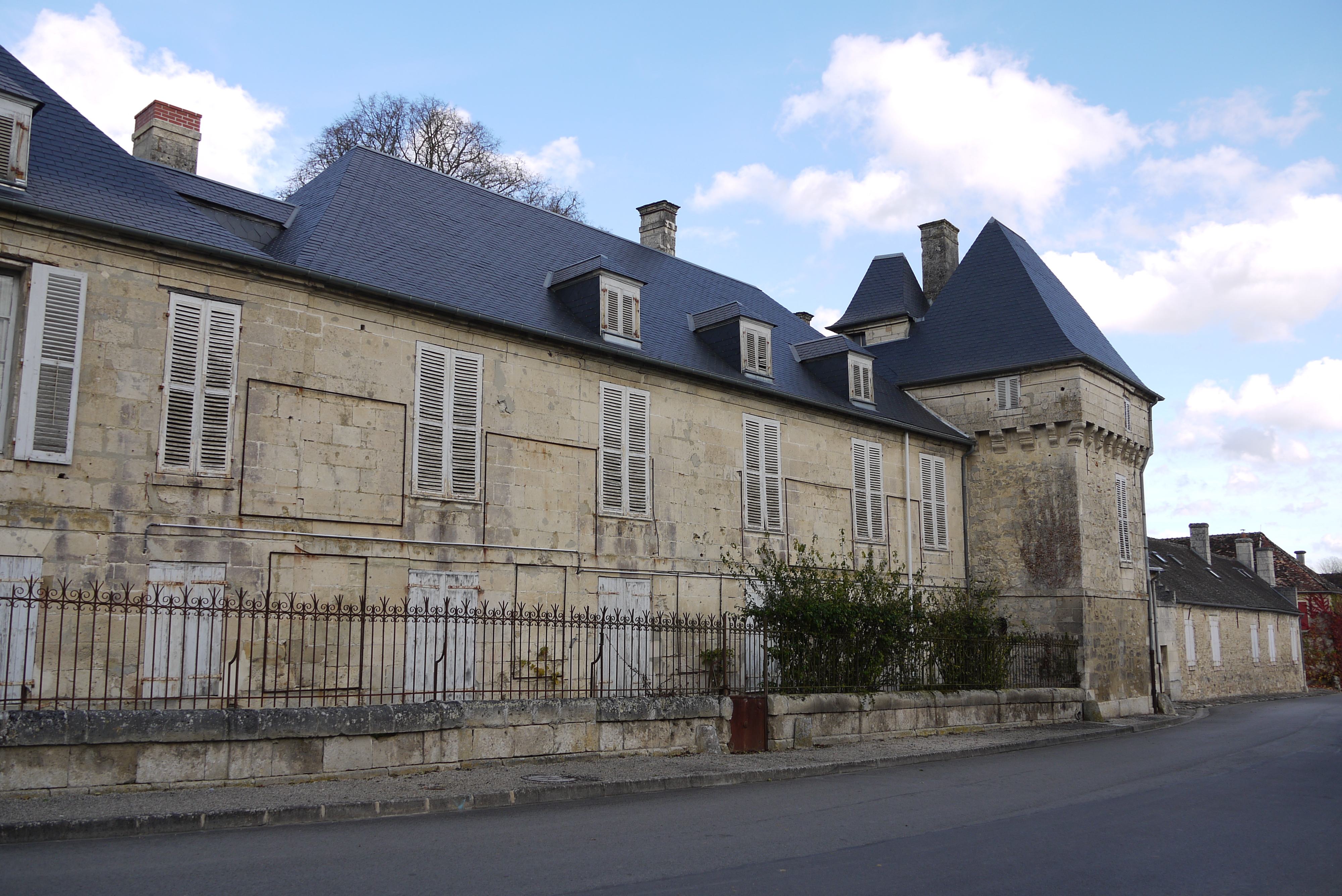
Ehemaliges Schloss Villeblain